# 함양 분기점
함양 분기점(咸陽分岐點, Hamyang Junction, 함양JC)은 경상남도 함양군 지곡면 공배리, 함양읍 백천리에 걸쳐 설치된 광주대구고속도로와 통영대전고속도로가 만나는 분기점이다.

## 연혁
- 1998년 10월 22일: 통영대전고속도로 함양 ~ 서진주 구간 개통에 따라 영업 개시[1]

## 구조물 정보
- 위치: 경상남도 함양군 지곡면 공배리, 함양읍 백천리
- 클로버스택형으로, 광주대구고속도로의 진출 램프가 동그랗게 말려 있다.

## 접속하는 노선

### 광주・대구방면
- 광주대구고속도로 (21번)

### 통영・대전방면
- 통영대전고속도로 (11번)